# Seilgymnastik der Inuit
Die Seilgymnastik der Inuit oder grönländische Seilgymnastik (grönländisch Allunaariaqattarneq „Spiele, die mit Hilfe einer Harpunenleine durchgeführt werden“) bezeichnet eine Reihe von Turnübungen an horizontal aufgehängten Seilen.
Diese Übungen werden vor allem von grönländischen Inuit, aber beispielsweise auch bei den „Northern Games“ der Inuvialuit in Inuvik (Kanada) praktiziert.
Sie dienten traditionell zur Vorbereitung auf das Paddeln – besonders um die für die Eskimorolle erforderliche Flexibilität, Geschicklichkeit und Zähigkeit zu trainieren –, aber auch zu geselligen Wettkämpfen.
Inzwischen sind sie fester Bestandteil der grönländischen Kajakmeisterschaft, bei der alleine 74 unterschiedliche Seilgymnastikübungen anerkannt sind.
Innerhalb von 30 Minuten müssen die Teilnehmer des Wettbewerbs so viele Übungen wie möglich auf Anhieb absolvieren.
Als Sportgerät dienen bei der Meisterschaft zwei Seile, die direkt nebeneinander zwischen zwei fünf Meter entfernten Pfosten (oder in einer Art Holzrahmen) aufgespannt sind, wobei sie in etwa zwei Meter Höhe an den Pfosten festgeknotet werden und in der Mitte unter Belastung bis auf 1,40 m herunterhängen dürfen.
Für bestimmte Übungen gibt es näher zusammenstehende Pfosten, deren ebenfalls bis 2 m hohe Seile stärker gespannt sind (hohe Seile).
Eine der elementarsten Übungen (Qajaasaarneq ‚wie mit dem Kajak rollen‘) besteht darin, auf beiden Seilen, die etwas gespreizt werden, zunächst aus der Ausgangslage rittlings sitzend sich seitwärts unter den Seilen hindurch wieder in sitzende Position zu drehen. Viele weitere Übungen variieren diese Rolle in unterschiedlichen sitzenden, hockenden oder liegenden Positionen.
Bei einer anderen, fortgeschrittenen Übung (Tiguinnarlugu) geht es darum, auf ein hoch gespanntes Seil in den Stütz zu springen und dann eine Rolle am Seil durchzuführen. Da die Seile, für die traditionell Harpunenleinen aus Seehundleder verwendet wurden, in die Extremitäten des Turners einschneiden können, gehört auch die Abhärtung gegen Schmerzempfinden zu den Zielen des Sports. Bei manchen Übungen steht dies sogar im Vordergrund, etwa wenn es darum geht, möglichst lang mit einer Hand (oder einer Hand und dem Kinn) am Seil zu hängen (Kisitineq). Bei modernen Wettbewerben wird üblicherweise 10–15 mm dickes Nylonseil verwendet, wobei geschlagenes oder geflochtenes Tauwerk verwendet werden kann.